# ФК Кристал палас
Кристал палас (енгл. Crystal Palace Football Club) је професионални енглески фудбалски клуб из Лондона. Тренутно се такмичи у Премијер лиги, након што се у сезони 2012/13. као победник плеј офа Чемпионшипа пласирао у виши ранг. 
Клуб је основан 1905. године. Највећи успеси у историји клуба су освајање трофеја ФА купа 2025. године, када су у финалу победили Манчестер Сити, а потом исте године и ФА Комјунити шилд када је након извођења пенала савладан Ливерпул.

## Успеси
- Прва лига Енглеске:
  - Треће место (1): 1990/91.
- Друга дивизија / Чемпионшип:
  - Првак (1): 1993/94.
  - Други (1): 1968/69.
  - Победник плеј офа (4): 1988/89, 1996/97, 2003/04, 2012/13.
- ФА куп:
  - Освајач (1): 2024/25.
  - Финалиста: 1989/90, 2015/16.
- ФА Комјунити шилд:
  - Освајач (1): 2025.
- Фул Мемберс куп (Куп пуноправних чланова)
  - Освајач (1) : 1990/91.

## Кристал палас у европским такмичењима
| Сезона   | Такмичење        | Коло    | Држава | Клуб       | Резултат |
| -------- | ---------------- | ------- | ------ | ---------- | -------- |
| 1998     | Интертото куп    | 3. коло | Турска | Самсунспор | 0:2, 0:2 |
| 2025/26. | УЕФА Лига Европе | Групе   |        |            |          |